# Dicrolene pallidus
Dicrolene pallidus is een straalvinnige vissensoort uit de familie van naaldvissen (Ophidiidae). De wetenschappelijke naam van de soort is voor het eerst geldig gepubliceerd in 1981 door Hureau & Nielsen.